# Alberto Rojas
Alberto Rojas (Aguascalientes, 5 gennaio 1965) è un vescovo cattolico messicano naturalizzato statunitense, dal 28 dicembre 2020 vescovo di San Bernardino.

## Biografia
Alberto Rojas è nato ad Aguascalientes il 5 gennaio 1965.

### Formazione e ministero sacerdotale
Ha frequentato la scuola "Vasco de Quiroga" e il Colegio de Ciencias y Humanidades ad Aguascalientes. Ha compiuto gli studi di filosofia e cominciato quelli di teologia presso il seminario "Santa Maria di Guadalupe" ad Aguascalientes. Inviato negli Stati Uniti d'America ha proseguito gli studi presso l'University of Saint Mary of the Lake Seminary a Mundelein e nel 1997 ha conseguito il Master of Divinity. In seguito ha conseguito il dottorato in ministero presso la Barry University di Miami.
Il 24 maggio 1997 è stato ordinato presbitero per l'arcidiocesi di Chicago nella cattedrale arcidiocesana da monsignor Francis Eugene George. In seguito è stato vicario parrocchiale della parrocchia di San Gregorio Magno a Chicago dal 1997 al 1999; vicario parrocchiale della parrocchia di Santa Ida a Chicago dal 1999 al 2002; membro della Facoltà dell'University of Saint Mary of the Lake Seminary a Mundelein dal 2002 al 2009 e parroco della parrocchia del Buon Pastore a Chicago dal 2010.

### Ministero episcopale

Stemma di monsignor Rojas come vescovo ausiliare di Chicago.

Il 13 giugno 2011 papa Benedetto XVI lo ha nominato vescovo ausiliare di Chicago e titolare di Marazane. Ha ricevuto l'ordinazione episcopale il 10 agosto successivo nella cattedrale del Santo Nome a Chicago dal cardinale Francis Eugene George, arcivescovo metropolita di Chicago, co-consacranti l'ordinario militare per la Polonia Józef Guzdek e l'arcivescovo metropolita di San Antonio Gustavo Garcia-Siller.
Ha prestato servizio come vicario episcopale per il vicariato I, vicario episcopale per il vicariato III e delegato regionale per il V Encuentro.
Nel febbraio del 2012 ha compiuto la visita ad limina.
Il 2 dicembre 2019 papa Francesco lo ha nominato vescovo coadiutore di San Bernardino. Il 28 dicembre dell'anno successivo è succeduto alla medesima sede.
Tra il dicembre del 2019 e il gennaio del 2020 ha compiuto la visita ad limina.
In seno alla Conferenza dei vescovi cattolici degli Stati Uniti è stato membro del comitato per gli affari ispanici e del comitato per le missioni interne.
Parla lo spagnolo e l'inglese.

## Genealogia episcopale
La genealogia episcopale è:
- Cardinale Scipione Rebiba
- Cardinale Giulio Antonio Santori
- Cardinale Girolamo Bernerio, O.P.
- Arcivescovo Galeazzo Sanvitale
- Cardinale Ludovico Ludovisi
- Cardinale Luigi Caetani
- Cardinale Ulderico Carpegna
- Cardinale Paluzzo Paluzzi Altieri degli Albertoni
- Papa Benedetto XIII
- Papa Benedetto XIV
- Papa Clemente XIII
- Cardinale Giovanni Francesco Albani
- Cardinale Carlo Rezzonico
- Cardinale Antonio Dugnani
- Arcivescovo Jean-Charles de Coucy
- Cardinale Gustave-Maximilien-Juste de Croÿ-Solre
- Vescovo Charles-Auguste-Marie-Joseph Forbin-Janson
- Cardinale François-Auguste-Ferdinand Donnet
- Vescovo Charles-Emile Freppel
- Cardinale Louis-Henri-Joseph Luçon
- Cardinale Charles-Henri-Joseph Binet
- Cardinale Maurice Feltin
- Cardinale Jean-Marie Villot
- Cardinale Agostino Cacciavillan
- Cardinale Francis Eugene George, O.M.I.
- Vescovo Alberto Rojas